# Weekend di terrore (film 1988)
Weekend di terrore è un film del 1988 diretto da Robert A. Ferretti.

## Trama
Ex soldato in Vietnam condannato per strage, riesce ad evadere durante un trasferimento dal carcere insieme ad un gruppo di altri carcerati. Nascostisi nei boschi, il gruppo prende in ostaggio una famiglia di campeggiatori ignorando che anche il capofamiglia è un veterano disposto a tutto pur di salvare i propri cari.